# 王世和

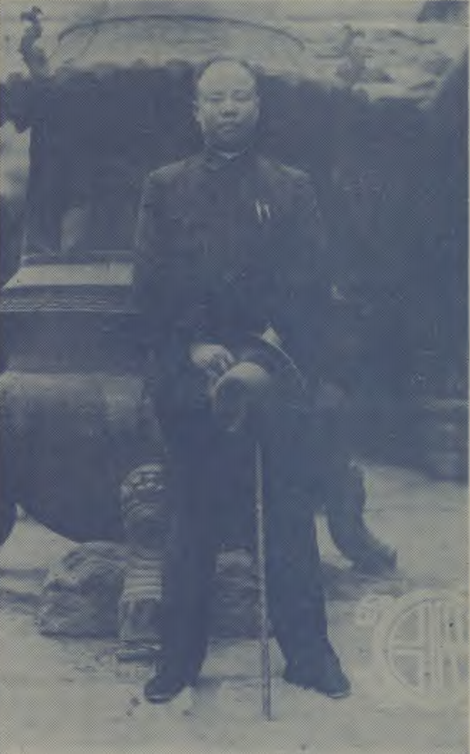
1933年的王世和

王世和（1899年—1960年）名忠淼，字世和，以字行，中华民国陆军中将。浙江奉化人。是蒋中正首任侍卫长。王世和为人低调寡言，对蒋介石忠心耿耿。

## 學歷
黄埔军校第一期步兵科、陆军大学特别班六期、中央训练团将校班毕业。

## 生平

### 早年
生于清浙江宁波府奉化县（今宁波市奉化区）溪口镇镇葛竹村。是蒋中正的表侄，王世和的祖父与蒋中正之母王采玉是堂姐弟。王采玉嫁予蒋肇聪后，她的堂弟曾入蒋家帮忙，在蒋家“玉泰盐铺”当店员。王采玉堂弟之孙，即王世和。受王采玉受堂弟请托，王世和也曾入蒋家“玉泰盐铺”当学徒。王世和因手脚利落，蒋家很多家务物业，都由他打理。

### 广州军政府时期
1917年，孙中山在广州建立军政府，蒋中正支持孙中山，应孙氏“墨绖从公，来粤助战”之命赴广州。作为蒋的亲信的王世和，也随蒋一同赴广州。出任孙中山广州大元帅府警卫队卫士。与蒋恒祥、蒋瑞昌、蒋甫元四人组成蒋中正侍卫团，是蒋的贴身保镖，因年紀最大，被蒋任命为“侍卫长”，王遂为蒋一生中首任「侍卫长」。
1922年6月，陈炯明叛变，孙中山危急，王世和曾化妆成商人，出面租船，帮助蒋中正等登中山舰，护卫孙氏。中山舰上后勤补给不济，王又负责采购物资，照料伤员。
1924年4月，应戴季陶介绍，加入中国国民党。由蒋中正推荐，考入黄埔军校第一期第四队学习，与胡宗南等人同学。1925年，出任黄埔军校校长办公厅卫兵连连长，后历任警卫团第三营少校营长，中校团附。

### 北伐
1927年，国民革命军北伐开始。1927年秋，出任国民革命军总司令部第二警卫团上校团长（一说，营长）。1928年春，出任陆海空军总司令部侍卫总队总队长。
1930年，由蒋中正授意，策划指挥了追捕暗杀邓演达。
1931年起，先后国民政府军事委员会委员长特务团少将团长，陆海空军总司令部侍卫长，军事委员会委员长行营军警稽查处处长，国民政府主席侍卫室副官长等职务。
1936年2月，授予中华民国陆军少将军衔。

### 抗日战争时期
抗日战争爆发，出任中华民国驻苏联大使馆武官。担任蒋中正侍从室第三组组长兼蒋介石侍卫长。是第三集团军副总司令和第七十六军的副军长。
1942年2月，随同蒋中正、宋美龄夫妇出访印度。1942年4月5日，随侍蒋中正夫妇出访缅甸。
抗日战争胜利后（1946年后），历任西北军政长官公署河西警备总司令部中将副总司令，国民政府参军处中将参军。

### 台湾时期
1949年，随国军赴台湾。担任中华民国陆军总司令部高级参谋，中华民国国防部中将参议，国防会议设计委员等职务。1960年，病逝于台北。

## 遗迹
- 王世和旧居。今位于浙江省宁波市奉化区溪口镇武岭路224号。2009年被重新发现。[2]
- 王世和故居。今位于浙江省宁波市奉化区葛竹村中部。其中“钦顾止”的墙门，为清乾隆年间建筑。[3]